# Turneu fiecare cu fiecare
Un turneu fiecare cu fiecare este un tip de turneu în care „fiecare participant joacă pe rând împotriva tuturor celorlalți”. El este cunoscut și sub denumirile engleze round-robin sau all-play-all. 
Într-un turneu fiecare cu fiecare simplu, toți participanții se întâlnesc o singură dată în timpul competiției. În sporturile care presupun meciuri numeroase de-a lungul unui an competițional, spre exemplu la fotbal, campionatul se desfășoară sub forma unui turneu fiecare cu fiecare dublu, denumit „turneu fiecare cu fiecare în două tururi”. Fiecare participant joacă pe rând împotriva celorlalți oponenți câte două partide, una în turul, iar cealaltă în returul competiției. Acest tip de turneu este frecvent folosit la șah, sportul în care a fost utilizat pentru prima dată, la turneele disputate la Londra în 1851 și 1862. Recent, sistemul a fost folosit la campionatele mondiale de șah din 2005 și 2007.
Clasamentul final al unui turneu fiecare cu fiecare se alcătuiește de obicei pe baza victoriilor și a meciurilor terminate la egalitate, deși uneori sunt posibile și alte variante de departajare. 
În general, fazele de calificare ale unei competiții importante se desfășoară după sistemul fiecare cu fiecare, spre exemplu la Campionatul Mondial de Fotbal, campionatele mondiale masculine și feminine de handbal, precum și la nenumărate alte sporturi.

## Terminologie
Expresia engleză round-robin derivă de la cuvântul francez ruban, care înseamnă „panglică”. De-a lungul timpului, termenul s-a transformat în etimologia populară în robin.
În Marea Britanie, turneul fiecare cu fiecare este adesea denumit „Turneu american” în cazul sporturilor precum tenis sau biliard care au de obicei faze superioare eliminatorii. În italiană este denumit girone all'italiana (în română circuit în stil italian). În sârbă, turneul poartă denumirea de Бергеров систем sau Bergerov sistem (în română sistem Berger), după numele jucătorului de șah Johann Berger. Un turneu fiecare cu fiecare având doar patru jucători este uneori numit „patrulater”.

## Avantaje și inconveniente
Într-un turneu fiecare cu fiecare, procentul de hazard este minimizat, deoarece toți participanții se întâlnesc pe rând, iar unul din ei poate obține în final victoria în ciuda câtorva contraperformanțe de pe parcurs, ceea ce nu este posibil într-un sistem cu eliminare directă.
Totuși, acest lucru implică și faptul că uneori meciurile care se desfășoară spre sfârșitul competiției nu mai prezintă interes, deoarece unul din participanți a câștigat deja suficiente puncte și nu mai poate fi ajuns de către ceilalți oponenți. Această asimetrie poate afecta uneori echitatea turneului, deoarece în acest caz motivarea adversarilor nu mai este cea de la începutul competiției. În plus, nu există un meci final spectaculos, în care oponenții să dea totul pentru victorie. La primele meciuri de șah jucate după sistemul fiecare cu fiecare, disputate la Londra în iulie 1851, nu fusese prevăzut un premiu decât pentru cel care va câștiga competiția, ceea ce a făcut ca mulți dintre jucători să-și abandoneze restul partidelor după ce le-a devenit evident că nu mai au nicio șansă să se lupte pentru primul loc. Începând cu turneul din 1862, a fost prevăzut câte un premiu pentru toți sportivii clasați pe primele șase locuri, cu scopul de a limita abandonurile prin forfait. 
Pe de altă parte, în cazul în care e vorba de calificarea la un eveniment sportiv mai important, un competitor deja calificat în etapa următoare ar putea încerca să-și dozeze forțele sau chiar să piardă în mod deliberat, dacă înfrângerea sa ar contribui la promovarea unui viitor adversar mai puțin înzestrat.
Sistemul elvețian reprezintă o tentativă de combinare a anumitor elemente dintr-un turneu fiecare cu fiecare și dintr-un turneu cu eliminare directă, cu scopul de a produce un campion incontestabil în mult mai puține tururi decât la sistemul fiecare cu fiecare, dar permițându-i totuși și câteva contraperformanțe pe parcurs.